# Ohenri gouletorum
Ohenri gouletorum – gatunek błonkówki z rodziny męczelkowatych, jedyny przedstawiciel rodzaju Ohenri.

## Zasięg występowania
Gatunek notowany w Nigerii.